# Hopi Dart
Hopi Dart war die Bezeichnung einer US-amerikanischen Höhenforschungsrakete. Die Hopi Dart hatte eine Länge von 3,30 Meter, einen Durchmesser von 0,11 Meter und eine Gipfelhöhe von 116 km. Die Hopi Dart wurde 1963/1964 21-mal gestartet.